# Augusta de Saxe-Weimar-Eisenach
Augusta Maria Luísa Catarina de Saxe-Weimar-Eisenach (em alemão: Augusta Marie Luise Katharina von Sachsen-Weimar-Eisenach; Weimar, 30 de setembro de 1811 - Berlim, 7 de janeiro de 1890) foi a esposa do Imperador Guilherme I, portanto, a Imperatriz Consorte da Alemanha e Rainha Consorte da Prússia até a morte de seu marido em 1888.

## Primeiros anos
Augusta foi a segunda filha de Carlos Frederico, Grão-Duque de Saxe-Weimar-Eisenach e da sua esposa, a grã-duquesa Maria Pavlovna, filha do czar Paulo I da Rússia e da sua consorte, a czarina Maria Feodorovna.
Enquanto o seu pai era uma pessoa intelectualmente limitada cujas leituras preferidas até ao final da vida foram os contos de fadas, a sua mãe Maria Pavlovna foi descrita por Johann Wolfgang von Goethe como uma das melhores e mais influentes mulheres do seu tempo. Augusta recebeu uma educação vasta que incluía lições de desenho por parte do pintor da corte, bem como lições de música dadas por Johann Nepomuk Hummel.

## Encontro com Guilherme

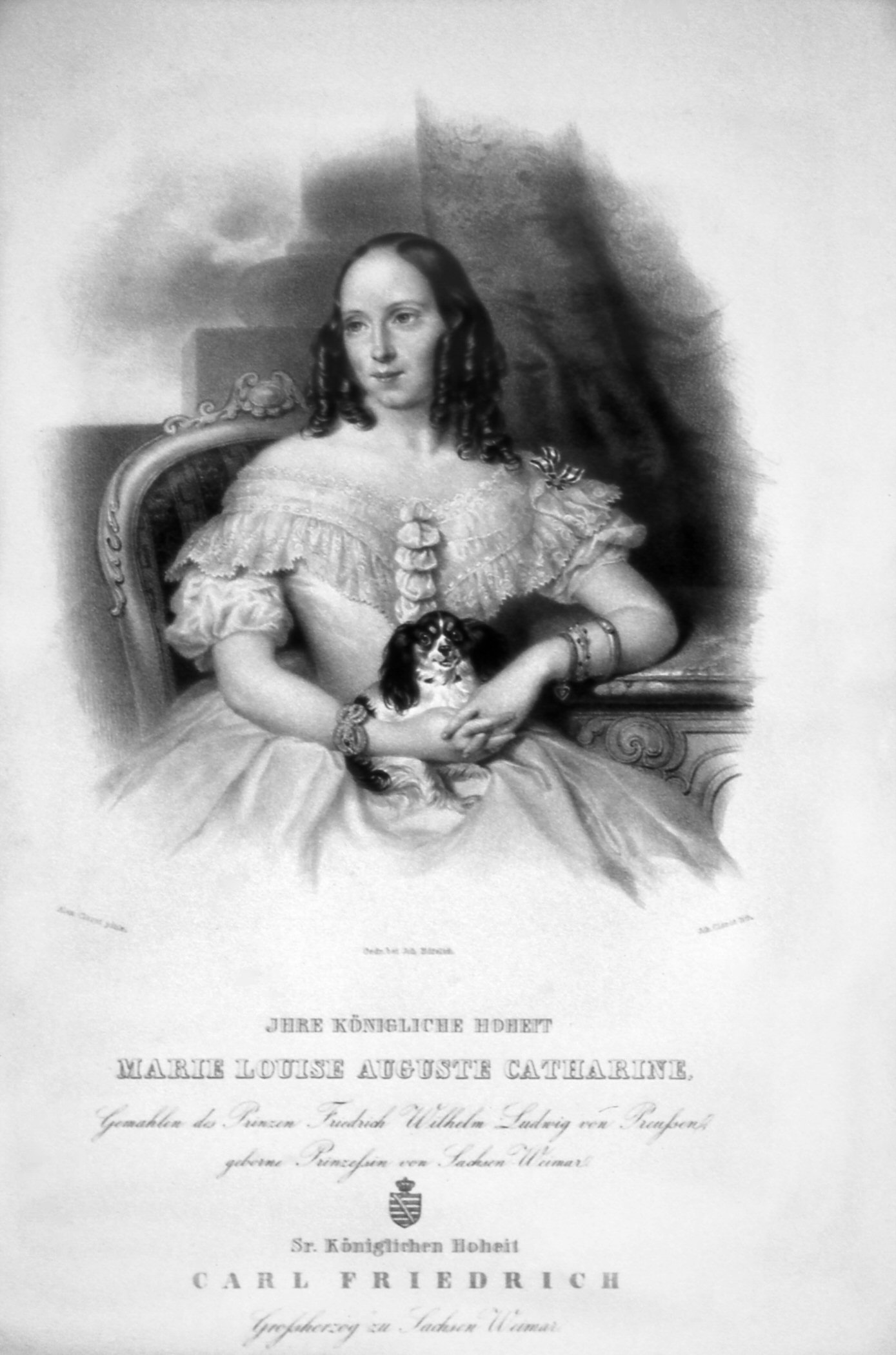
Augusta durante a sua juventude, litografia por Alexander Clarot

Em 1826, Augusta visitou a corte da Rússia com sua mãe, finalmente quebrando a monotonia de sua vida diária em Weimar. No entanto, Augusta achou o esplendor da corte desagradável e foi elogiada por sua humildade. E lá conheceu se futuro marido Guilherme que causou uma boa impressão, porém na altura ele estava apaixonado pela princesa polaca Elisa Radziwill, mas não lhe foi permitido casar com ela. Guilherme achou que a jovem Augusta tinha uma personalidade excelente, mas mesmo assim era menos atraente do que a sua irmã mais velha, Maria, com quem o irmão mais novo de Guilherme, Carlos tinha se casado. Augusta era sua segunda escolha, acima de tudo foi o pai de Guilherme, Frederico Guilherme III da Prússia, quem o pressionou para escolher Augusta como potencial esposa.

## Noivado e casamento
Seu noivado foi celebrado em 25 de outubro de 1828, e eles se casaram em 11 de junho de 1829 na capela do Schloss Charlottenburg, Augusta usava um vestido de seda entrelaçada e prata. Seu véu foi coberto com raminhos de murta. Se ela esperasse um casamento feliz, ficaria desapontada. Seu sogro a informou: "Se você espera um modelo de virtude em seu marido, você não deveria ter se casado com um Hohenzollern."
Na altura Guilherme estava apaixonado pela princesa polaca Elisa Radziwill. O príncipe herdeiro na altura era o irmão mais velho de Guilherme, Frederico, que mais tarde se tornaria no rei Frederico Guilherme IV da Prússia. Contudo ele e a sua esposa Isabel Ludovica da Baviera ainda não tinham tido filhos, colocando Guilherme herdeiro presumido ao trono e dando-lhe a obrigação de se casar e dar herdeiros à coroa. O pai de Guilherme gostava da sua relação com Elisa, mas a corte prussiana tinha descoberto que o seu título de princesa vinha do imperador Maximiliano I e consideravam que já não era nobre o suficiente para poder desposar o herdeiro ao trono prussiano. Por isso, em 1824, o rei pediu ao imperador Alexandre I da Rússia (que não tinha filhos) para adotar Elisa, mas ele recusou. O segundo plano era fazer com que ela fosse adotada pelo seu tio, o príncipe Augusto da Prússia, mas o plano não avançou porque o comité responsável considerou que a adoção não mudava o sangue.
Seu casamento não foi sem esforço, Augusta estava profundamente apaixonada por Guilherme, mas ele ainda estava apaixonado por Elisa Radziwill. E embora tenha sido muito bem recebida na corte prussiana, ela logo achou o protocolo rigoroso e sufocante, ela queria se envolver em causas de caridade, mas descobriu que sua cunhada, então princesa-herdeira Isabel Luísa, tinha precedência sobre ela em tais atividades.
Assim, em junho de 1826, o pai de Guilherme viu-se inclinado a exigir uma anulação de um possível casamento com Elisa. Depois disso o príncipe Guilherme passou os meses que se seguiram à procura de uma noiva que se adaptasse mais às exigências da corte, mas continuava ligado emocionalmente a Elisa. No dia 29 de agosto de 1828, Guilherme pediu a mão de Augusta em casamento por escrito. Ela aceitou alegremente e os dois ficaram noivos oficialmente em outubro desse ano. Guilherme viu Elisa pela última vez em 1829. Mais tarde ela ficou noiva de Frederico de Schwarzenberg, mas o noivado não resultou e ela acabaria por morrer solteira em 1834 de tuberculose.
O historiador Karin Feuerstein-Prasser realçou a diferença entre o que Guilherme esperava do casamento que teria com Elisa e do que realizaria com Augusta, baseando-se em correspondência. Guilherme escreveu à sua irmã Carlota da Prússia, esposa do czar Nicolau I da Rússia, sobre Elisa: Na verdade uma pessoa só pode amar outra verdadeiramente uma vez na vida. Em relação a Augusta disse: a princesa é simpática e inteligente, mas deixa-me frio. Augusta, por outro lado, estava verdadeiramente apaixonada pelo seu futuro marido e esperava ter um casamento feliz.
A cerimónia realizou-se no dia 11 de junho de 1829 após uma viagem de três dias entre Weimar e Berlim. Augusta era 14 anos mais nova que o seu marido.

## Vida de casada

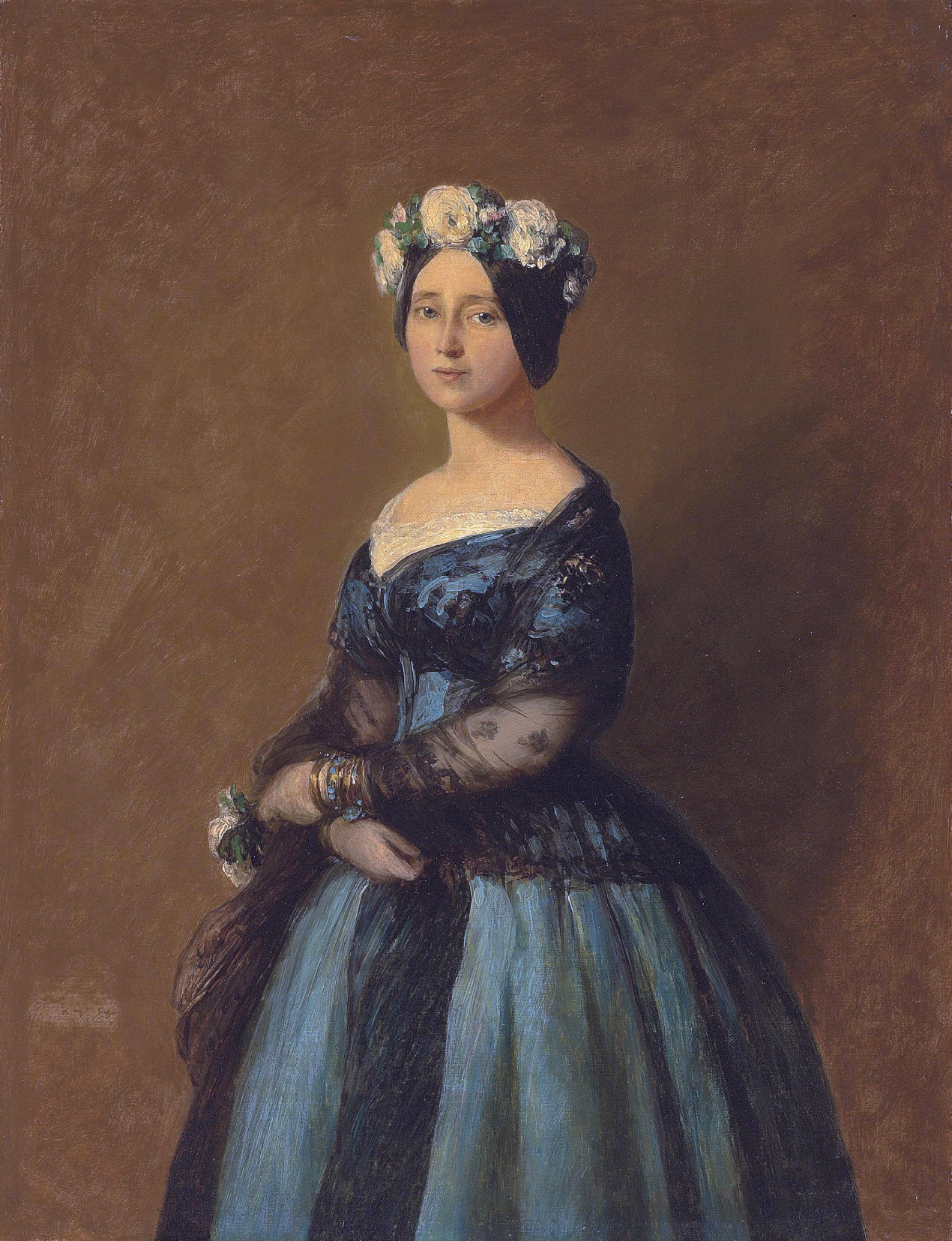
A princesa Augusta, por Franz Xaver Winterhalter

As primeiras semanas de casamento foram calmas. Augusta foi recebida entusiasticamente na corte prussiana, mas ela aborreceu-se cedo com a rigorosa disciplina militar dos seus deveres públicos. A maioria das aparições públicas que envolviam bailes ou atividades mais movimentadas estavam reservadas à sua cunhada, a princesa Isabel Luísa da Baviera, casada com o príncipe herdeiro Frederico Guilherme
Numa carta que Guilherme escreveu à sua irmã Carlota no dia 22 de janeiro de 1831, ele queixou-se da falta de feminidade da sua esposa. Esquecendo esse pormenor, o primeiro filho do casal, o príncipe Frederico Guilherme (mais tarde Frederico III da Alemanha), nasceu mais tarde nesse ano, no dia 18 de outubro de 1831. Sete anos depois, a 3 de dezembro de 1838 nascia a segunda filha, Luísa. Mais tarde, Augusta teve dois abortos, um em 1842 e outro em 1843. Além disso também passou por várias fases maníaco-depressivas desde 1840, sentindo-se indesejada pelo seu marido que tinha várias amantes e pressionada com o seu papel na corte.

## Augusta na política
Augusta interessava-se muito por política e tal como muitos liberais da época tinha esperança na ascensão do seu cunhado Frederico Guilherme IV ao trono por este ser visto como um rei moderno e aberto. Contudo ele recusou-se a dar uma constituição ao Reino da Prússia e liderou um tipo de governo muito mais conservador do que se esperava. Foi criada uma Landtag Unida pelo rei como reação às tentativas falhadas de golpes e revoltas de fome em 1847, mas foi dissolvida poucos meses depois. O príncipe Guilherme foi apontado como responsável pela violência na revolução de março de 1848 em Berlim e, seguindo o conselho do rei, fugiu para Londres e Augusta refugiou-se em Potsdam com os seus dois filhos.
Dentro dos círculos liberais, foi discutida seriamente a ideia de forçar o rei a abdicar, o príncipe Guilherme a renunciar os seus direitos e colocar Augusta como regente para o seu filho. Como os diários e cartas de Augusta desta época foram queimados, a posição dela em relação a esta questão não é clara. Mais tarde, em maio de 1848, 800 membros da assembleia nacional alemã encontraram-se em Frankfurt para discutir a questão da unificação alemã. O príncipe Guilherme regressou de Londres no mês seguinte. Um ano depois, em 1849, ele foi nomeado governador-geral da província do Reno e na primavera de 1850 ele e Augusta passaram a residir em Coblença.

## Vida em Coblença

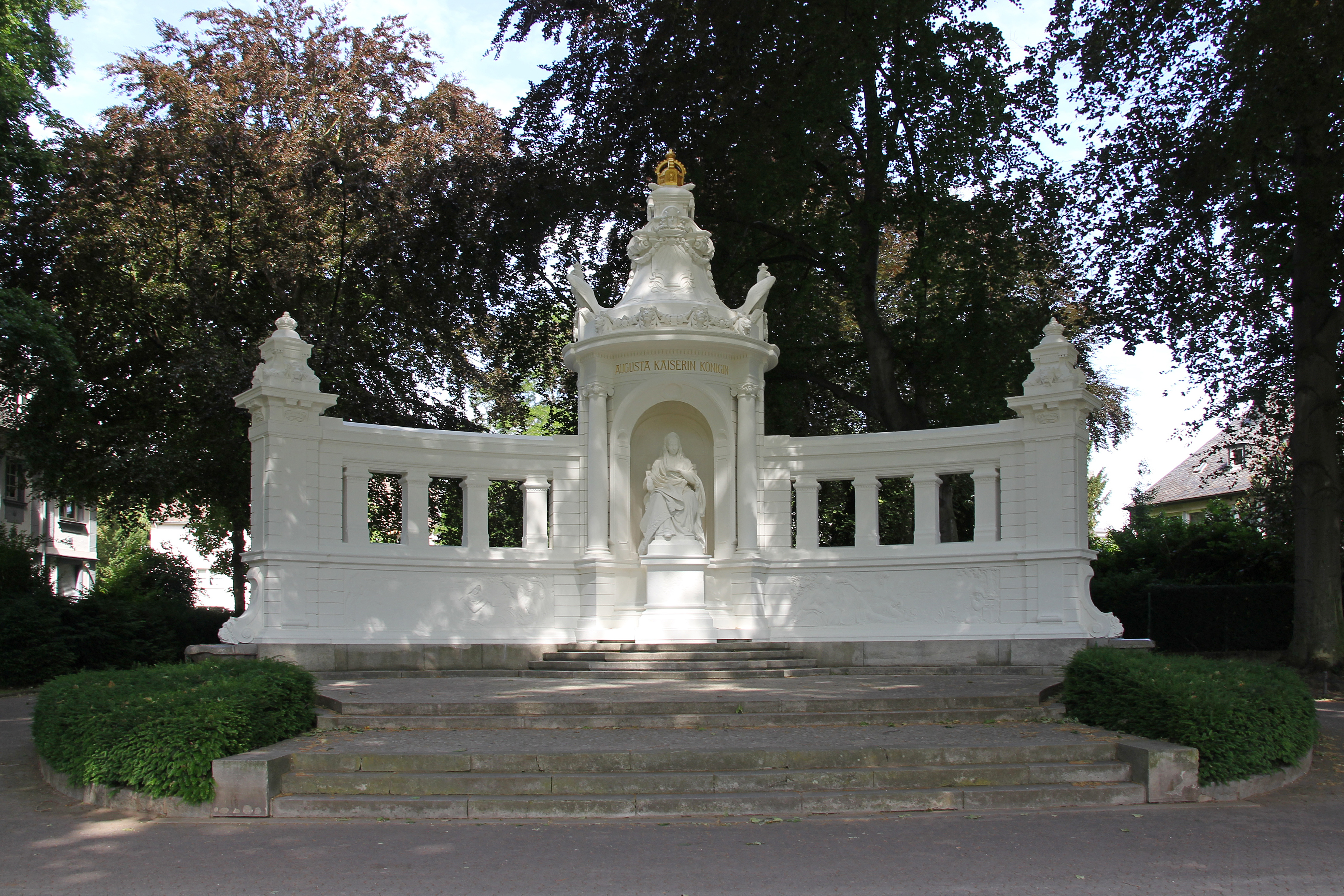
Monumento a Augusta em Coblença

Augusta gostava da vida em Coblença e foi lá que ela pôde finalmente viver fora da vida da corte tal como durante a sua infância em Weimar. Entretanto o seu filho Frederico estudava em Bona, uma cidade próxima e tornou-se no primeiro príncipe prussiano a receber uma educação académica.
Em 1837, a família passou a residir em um novo palácio em Berlim, que ficou conhecido como o Kaiser Guilherme Palais, e mais tarde o Altes Palais (Antigo Palácio). Em 1850, o casal mudou-se para Coblença, onde Guilherme serviu como governador-geral da província do Reno. Augusta floresceu em Coblença, longe da estrita vida da corte de Berlim.
Coblença passou então a ser visitada por muitos liberais contemporâneos, incluindo o historiador Max Dunker e os professores August von Bethmann, Clemens Theodor Pertes e Alexander von Schleinitz. No entanto a tolerância de Augusta em relação aos católicos em Corbença e durante toda a sua vida foi criticada em Berlim e era vista como inapropriada para uma princesa prussiana protestante.
Em 1851, a família foi convidada para a Inglaterra para participar da abertura da Grande Exposição, onde seu filho teria seu primeiro encontro com sua futura esposa, Vitoria, Princesa Real. A rainha Vitória então começou uma correspondência regular com Augusta.
Em 1856, a única filha de Augusta e Guilherme, a princesa Luísa (na altura com 17 anos) casou-se com o grão-duque Frederico I de Baden e, em 1858, o filho Frederico casou-se com a princesa Vitória do Reino Unido, a filha mais velha da rainha Vitória do Reino Unido. Augusta viu esta união como um triunfo pessoal e esperava que a educação liberal da sua nova nora guiasse o seu filho para instaurar uma monarquia moderna e liberal na Prússia.

## Regresso a Berlim

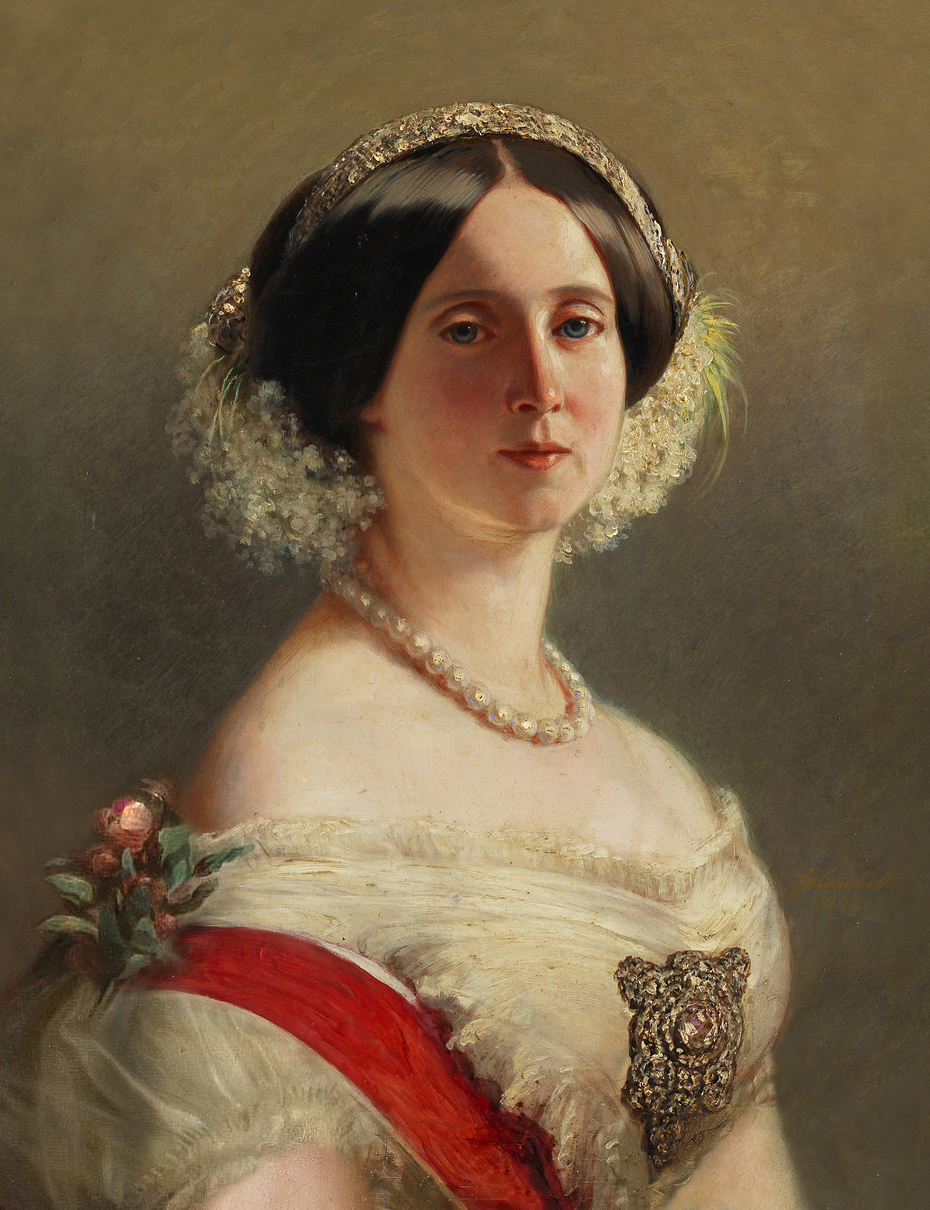
A imperatriz Augusta, por Franz Xaver Winterhalter

Em 1858, Guilherme tornou-se regente após o seu irmão deixar de ter capacidades para liderar o governo devido aos seus problemas de saúde e o casal teve de regressar a Berlim.
Em janeiro de 1861, o rei morreu Guilherme e Augusta tornaram-se os novos rei e rainha da Prússia. A nova rainha estava muito mais interessada em política do que muitas de suas antecessoras e não hesitou em expressar sua opinião. Ela desprezava Otto von Bismarck, que seu marido havia nomeado, e o sentimento era mútuo. Augusta, via Bismarck como o seu inimigo mortal e ele também não gostava particularmente dela pela suposta influência que tinha no marido.
Guilherme não demorou a dispensar o antigo governo do seu irmão quando subiu ao trono em 1861 e nomeou os seus próprios ministros liberais que já o haviam servido em Coblença. Os opositores conservadores viram isto como uma influência de Augusta, mas a influência política dela sobre o seu marido era bastante fraca. Isto tornou-se evidente alguns meses mais tarde quando ele dissolveu o parlamento que não estava a cumprir a sua vontade.
Augusta que odiava guerras repudiava particularmente a política externa de Bismarck e os motivos por ele avançados para dar início à Guerra Austro-Prussiana Ao mesmo tempo ela começou a afastar-se cada vez mais do marido e Bismark aproveitou a situação para tecer comentários negativos sobre ela no parlamento. Augusta reagiu insultando a esposa do primeiro-ministro, Joana.
Pouco depois Augusta começou a sofrer novamente de crises maníaco-depressivas e passou a fazer viagens frequentes a Baden-Baden, procurando alguma paz. Nesta altura a população prussiana comemorava a vitória do país em Königgrätz, mas a rainha iniciou o seu luto pelos mortos e feridos da batalha. Augusta também se afastou da sua nora Vitória que começou a simpatizar com a causa prussiana e as políticas de Bismarck. A religiosa e dedicada rainha achava Vicky (como era conhecida na família) sem religião e criticava as suas ocasiões faltas em eventos públicos. Apesar de tudo passou a ter um interesse especial na educação do seu neto Guilherme de quem gostava muito.

## Imperatriz da Alemanha

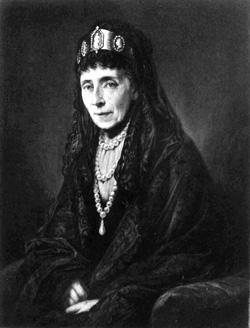
Augusta nos seus últimos anos

Em 1871, Guilherme foi nomeado o primeiro imperador alemão (kaiser), com Augusta como sua imperatriz (kaiserin). Durante o seu reinado, Augusta fundou a Associação Nacional das Mulheres em 1864 que cuidava de soldados feridos ou doentes e informou-se junto de Florence Nightingale para ideias. Várias fundações hospitalares incentivadas pela rainha ainda existem hoje, incluindo a Sociedade Alemã de Cirurgia.
A Guerra Austro-Prussiana acabou em 1866, mas quatro anos depois começava a Guerra Franco-Prussiana e Augusta continuou a culpar Bismark por ela. Contudo, no final, esta guerra tornou Guilherme em Imperador e ela em Imperatriz da Alemanha.
Augusta achou a coroa imperial uma derrota pessoal. Ela queria que a supremacia prussiana sobre todos os alemães se sucedesse através de uma conquista moral e não através de um banho de sangue.
Augusta enterrou as suas diferenças com Bismark apenas nos seus últimos anos de vida devido à ajuda que ele prestou ao seu neto Guilherme. Contudo o futuro Imperador Guilherme II não gostava de Bismarck e cedo o forçou a demitir-se nos primeiros anos de reinado.

## Últimos anos
Augusta tinha sofrido de reumatismo durante muitos anos e em junho de 1881 sofreu ferimentos graves devido a uma queda que a deixou dependente de uma cadeira de rodas, o que não a impediu de continuar a exercer os seus deveres.
Ela finalmente fez as pazes com o marido no dia do 90.º aniversário dele em 1887, mas ele acabaria por morrer apenas um ano depois no dia  9 de março de 1888, e foi sucedido por seu filho, Frederico III. Apenas noventa e nove dias depois, o filho de Augusta que tinha sucedido ao trono como Frederico III sucumbiu a um cancro na traqueia. Ela ainda assistiu à subida ao trono do seu adorado neto Guilherme.
Apesar de ter estado doente durante quase 10 anos, a Imperatriz Viúva continuou a participar em tarefas oficiais. Pouco depois de uma recepção de Ano Novo, Augusta morreu no Altes Palais em Berlim, Reino da Prússia, agora em Brandemburgo, Alemanha, em 7 de janeiro de 1890, aos 78 anos de idade, por complicações de recorrência da pandemia de gripe de 1889-1890. Foi enterrada no mausoléu do Palácio de Charlottenburg, em Berlim, ao lado do marido.